# Karishma Ramharack
Karishma Ramharack (* 20. Januar 1995 in Trinidad) ist eine Cricketspielerin aus Trinidad und Tobago, die seit 2019 für das West Indies Women’s Cricket Team spielt.

## Kindheit und Ausbildung
Sie absolviert einen Bachelor-Studiengang im Engineering an der University of Trinidad and Tobago.

## Aktive Karriere
Über mehrere Jahre hinweg spielte sie für Trinidad und Tobago in den Regionalwettbewerben der West Indies. Ihr Debüt in der Nationalmannschaft absolvierte sie auf der Tour gegen Pakistan im Februar 2019. In ihrem ersten WTwenty20 auf dieser Tour erzielte sie 2 Wickets für 20 Runs. Im September 2021 gelangen ihr auf der Tour gegen Südafrika im dritten WTwenty20 3 Wickets für 8 Runs und wurde dafür als Spielerin des Spiels ausgezeichnet. Auf der Tour in Südafrika im Januar 2022 konnte sie in der WODI-Serie zwei mal 2 Wickets (2/18 und 2/37) erzielen. Im Februar 2022 wurde sie für den Women’s Cricket World Cup 2022 nominiert. Dort konnte sie in ihren vier Spielen kein Wicket erzielen. Im September gelangen ihr in der WODI-Serie gegen Neuseeland 3 Wickets für 22 Runs. Beim ICC Women’s T20 World Cup 2023 konnte sie dann gegen Indien (2/14) und Irland (2/18) jeweils zwei Wickets erreichen.